# Sverre Stub
Sverre Stub (* 24. Februar 1946) ist ein norwegischer Diplomat.
Stub erwarb den akademischen Grad Siviløkonom. Im Jahr 1971 begann er für das norwegische Außenministerium tätig zu werden. Unter anderem gehörte er von 1986 bis 1990 der norwegischen UN-Delegation in Genf an und war von 1990 bis 1994 an der Botschaft in Paris tätig. Danach bekleidete er verschiedene Posten innerhalb des Außenministeriums. Von 2001 bis 2006 war Stub norwegischer Botschafter in Jordanien. Anschließend war er von 2006 bis 2011 Botschafter in Griechenland. Von 2011 bis 2014 war Stub erneut innerhalb des Außenministeriums tätig, diesmal als Seniorrådgiver.